# リトアニア室内管弦楽団
リトアニア室内管弦楽団（英語名称：Lithuanian Chamber Orchestra）は、リトアニアのヴィリニュスを本拠とする室内オーケストラ。メンバーは約30人である。

## 概要
1960年に指揮者のサウリュス・ソンデツキスによって創設される。同年4月30日に最初の公演を行う。1976年にルクセンブルクのエシュテルナッハ国際音楽祭に参加し、これを契機にザルツブルク音楽祭、シュレースヴィヒ＝ホルシュタイン音楽祭など多くの音楽祭で公演を行う。

またエフゲニー・キーシン、ギドン・クレーメル、ムスティスラフ・ロストロポーヴィチ等のアーチストと協演、特にユーディ・メニューインとの協演は約60回に及び、ヘンデルの「メサイア」、ハイドンの「天地創造」の録音も行った。

バッハやモーツァルトを中心に豊富なレパートリーを持ち、アルフレート・シュニトケ、アルヴォ・ペルトなどの現代音楽も演奏している。

2008年12月からヴァイオリニストのセルゲイ・クリロフが芸術監督兼首席指揮者に就任した。たびたび来日し、セルゲイ・ナカリャコフ、ザハール・ブロン、フジコ・ヘミング、西本智実等と協演している。